# Vlag van Bolivia

Geus van Bolivia

De vlag van Bolivia is een driekleur met drie gelijke horizontale banen: een rode, gele en groene. In de staatsvlag en de vlag van het leger staat het wapen van het land in de middelste baan. De vlag is in de huidige vorm in gebruik sinds 25 juli 1851.

## Ontwerp
De vlag bestaat in drie varianten: de nationale (civiele) vlag, de staatsvlag en de oorlogsvlag. De nationale vlag is een kale driekleur; deze variant mag door iedereen gebruikt worden. De staatsvlag is gelijk aan de gewone vlag, maar heeft in het midden het staatswapen. Deze variant is bedoeld voor de overheid, maar in de praktijk gebruikt ook de overheid vaak de kale vlag. De oorlogsvlag wordt door het Boliviaanse leger gebruikt en heeft rond het (enigszins aangepaste) staatswapen een olijftak (links) en een lauriertak.
De verhouding tussen de hoogte en de breedte is bij alle drie de varianten 15:22, hetgeen bijna 2:3 is. Ondanks dat Bolivia geen zeekust heeft, bestaat er toch een Boliviaanse marine. De negen kleine sterren staan voor de negen departementen, de grote ster symboliseert de claim op een toegang tot de zee. In de Pantonecodering is het rood PMS 485 CVU. De waarden voor geel en groen zijn PMS 107 C respectievelijk PMS 356 CVU.

## Symboliek
De kleuren in de vlag hebben elk een symbolische betekenis. Het rood staat voor het bloed dat in de onafhankelijkheidsstrijd is vergoten. De gele kleur symboliseert het goud en de bodemrijkdommen van het land. De groene baan staat ten slotte voor de rijkdom van de natuur en de hoop.
Deze kleuren komen toevallig overeen met de Pan-Afrikaanse kleuren van veel Afrikaanse staten. Deze hebben vaak dezelfde symbolische betekenis. De overeenkomst is louter toeval; de kleuren in de Boliviaanse vlag zijn ouder.

## Geschiedenis
Bolivia werd in 1825 onafhankelijk. Op 17 augustus van dat jaar nam men een eigen vlag aan, bestaande uit twee varianten. Beide versies bestonden uit drie horizontale banen in de kleurencombinatie groen-rood-groen, waarbij de rode baan twee keer zo groot was als elk van de groene banen. De eerste variant, gebruikt als civiele vlag, toont in het midden een gele ster tussen een olijftak (links) en een lauriertak. De tweede variant, gebruikt als staats- en oorlogsvlag, toont vijf gele sterren die elk tussen een olijftak en een lauriertak staan. De vijf sterren verwijzen naar de vijf departementen waaruit het land destijds bestond.
Op 25 juli 1826 werd een nieuwe vlag aangenomen. Deze bestond uit drie horizontale banen in de kleurencombinatie geel-rood-groen, waarbij de drie banen even groot waren. De staatsvlag had het wapen in het midden.
Tussen 1836 en 1839 maakte Bolivia deel uit van de Confederatie van Peru en Bolivia. Als deelstaat van deze confederatie bleef de vlag uit 1826 in gebruik. Zie voor vlaggen van de Confederatie van Peru en Bolivia het artikel Vlag van Peru.
Op 25 juli 1851 werd de huidige vlag aangenomen, waarbij de gele en de rode baan van positie verwisselden. Volgens sommige bronnen werd er in een korte periode in de jaren 1854-1855 een geheel groene vlag gebruikt; mogelijk waren deze bronnen in de war met de vlag van Beni, een departement van Bolivia.

1825-1826 (civiele vlag)
1825-1826 (staatsvlag)
1826-1851 (civiele vlag)
1826-1851 (staatsvlag)
Vlag van de Confederatie van Peru en Bolivia, 1836–1839

## Voorstel nieuwe vlag (2006)

Het voorstel van Morales

Wiphala, sinds 2009 gelijkgesteld met de nationale vlag

De huidige president van Bolivia, Evo Morales, is (twijfelachtig) de eerste indiaanse president van het land. De indianen, die de meerderheid van de bevolking vormen, voelen zich vaak achtergesteld. Morales wil hun positie verbeteren en wil ook de status van hun symbolen opwaarderen. In dit kader paste Morales' voorstel om een nieuwe vlag aan te nemen met daarin indiaanse symboliek.
Het ontwerp van Morales plaatste een deel van een wiphala (een vierkant embleem bestaande uit zeven bij zeven vierkanten in zeven kleuren, waarbij elk vak de kleur heeft van het vlak dat er linksboven of rechtsonder ligt) aan de linkerkant van de huidige vlag. Alle zeven wiphalakleuren kwamen in zijn ontwerp naar voren: geel als teken van energie, oranje dat voor de gemeenschap en de cultuur staat, rood als symbool van de aarde en de mensen uit de Andes, paars dat voor het bestuur van de Andes en zelfbeschikking staat, blauw dat naar de hemel verwijst, groen dat voor de natuurlijke hulpbronnen staat en wit als symbool van tijd.
Morales' voorstel haalde het niet. Maar sinds de aanname van de nieuwe grondwet in 2009 wordt de wiphala met de nationale vlag gelijkgesteld.